# 동향초등학교
동향초등학교는 대한민국 전북특별자치도 진안군에 있는 공립 초등학교이다.

## 학교 연혁
- 1930.06.20 동향공립보통학교 설립인가
- 1938.04.01 동향공립심상소학교로 개칭
- 1941.04.01 동향공립국민학교로 개칭
- 1981.03.09 병설유치원 개원
- 1985.02.18 신송분교, 성산분교 본교로 통합
- 1991.02.28 능길분교, 학선분교 본교로 통합
- 1996.03.01 동향초등학교로 교명 개칭
- 2001.01.01 벽지지역 해제
- 2005.08.03 집중호우로 학교건물 1층 침수피해
- 2009.02.18 영어전용교실 개축
- 2015.02.12 제82회 졸업식 (졸업생 7명, 총 4730명 졸업)
- 2015.03.01 7학급 편성 (남25명, 여 22명, 총 47명)
- 2015.03.01 동향병설유치원 1학급 편성 (남 10명, 여 8명, 총 18명)

## 참고 자료
- 동향초등학교 - 한국교육학술정보원 학교알리미